# Şadiye Sultan
Şadiye Sultan (30. listopadu 1886 – 20. listopadu 1977) byla osmanská princezna. Byla dcerou sultána Abdulhamida II. a jeho konkubíny Emsalinur Kadınefendi.

## Mládí a vzdělání
Şadiye Sultan se narodila 30. listopadu 1886 v paláci Yıldız v Istanbulu. Jejím otcem byl sultána Abdulhamid II. a její matkou konkubína Emsalinur Kadınefendi. Byla devátým dítětem a pátou dcerou svého otce a jediným dítětem své matky.
Şadiye se vzdělávala přímo v paláci Yıldız spolu se svou mladší sestrou Ayşe Sultan. Jejími učiteli byli hlavní tajemníci Hasib Efendi a Kâmil Efendi. Hasib vyučoval dívky Korán, arabštinu a perštinu, zatímco Kâmil je učil psát a číst turecky, osmanskou gramatiku, matematiku, historii a zeměpis.

## Zásnuby
Dne 31. března 1909 ji její otec zasnoubil s Ali Namik Beyem, synem Küçük Said Paši. Po sesazení jejího otce z trůnu v roce 1909 jej princezna následovala do exilu v Soluni. Následujícího roku se vrátila zpět do Istanbulu, její zásnuby však byly zrušeny, jelikož její budoucí manžel měl co dočinění s útoky na otce. O její ruku měl zájem i Enver Paša, ten však po sesazení jejího otce z trůnu nadále o sňatek nejevil zájem. Princezna se chtěla zasnoubit se Zülüflü Ismail Pašou, který byl společenský a pohledný, vláda však tento sňatek zakázala.

## První manželství
Şadiye byla zasnoubena s Fahir Beyem, synem Mustafy Fazila Beye. Fazil byl atraktivní, příjemný a kultivovaný muž. Svatba se konala 2. prosince 1910 v paláci Nişantaşı. Páru se v roce 1918 narodila dcera Samiye Hanımsultan. Şadiye ovdověla v roce 1922.

## Druhé manželství
V březnu v roce 1924 byla celá dynastie po rozpadu Osmanské říše vyhoštěna ze země. Şadiye Sultan se usadila v Paříži, kde se 28. října 1931 provdala za Reşad Halis Beye. Během druhé světové války v roce 1940 bylo jejímu manželovi doporučeno opustit Francii a usadit se někde jinde. Şadiye s tím však nesouhlasila a prohlásila, že Francie je jejím druhým domovem a že zkáza Francie je i její zkázou. Chtěla pomáhat zraněným vojákům. Podruhé ovdověla v listopadu roku 1944.

## Pozdější život a smrt
Po smrti svého druhého manžel se Şadiye přestěhovala do hotelu Saint-Honore do pokoje přilehlému k pokoji jejího bratra Şehzade Abdurrahim Hayri. Žila zde až do roku 1952, kdy byl povolen návrat do Turecka ženám z dynastie.
V roce 1966 publikovala své vzpomínky pod titulem Hayatımın acı ve tatlı günleri (Hořké a sladké dny mého života). Ve stejném roce podala reportérovi Muzafferovi Budakovi Seyfettinoğlu z magazínu Yeni Istikal interview o životě svého otce.

Zemřela v Istanbulu v městské čtvrti Cihangir ve věku 90 let dne 20. listopadu 1977. Svou matku přežila o 25 let. Byla posledním žijícím potomkem sultána Abdulhamida II. Byla pohřbena v hrobce svého pradědečka, sultána Mahmuda II. v Divanyolu v Istanbulu. Její dcera ji přežila o patnáct let, zemřela v roce 1992. 

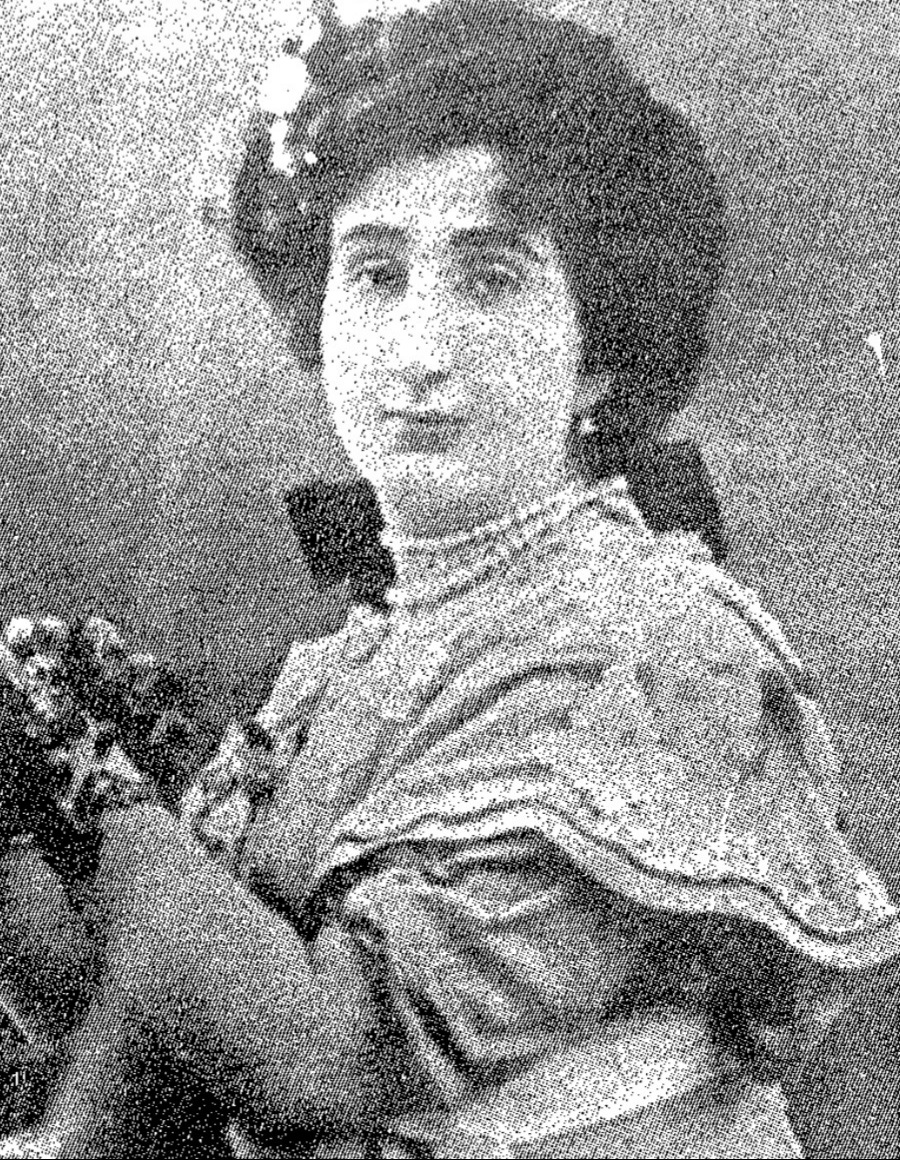
Şadiye v mládí
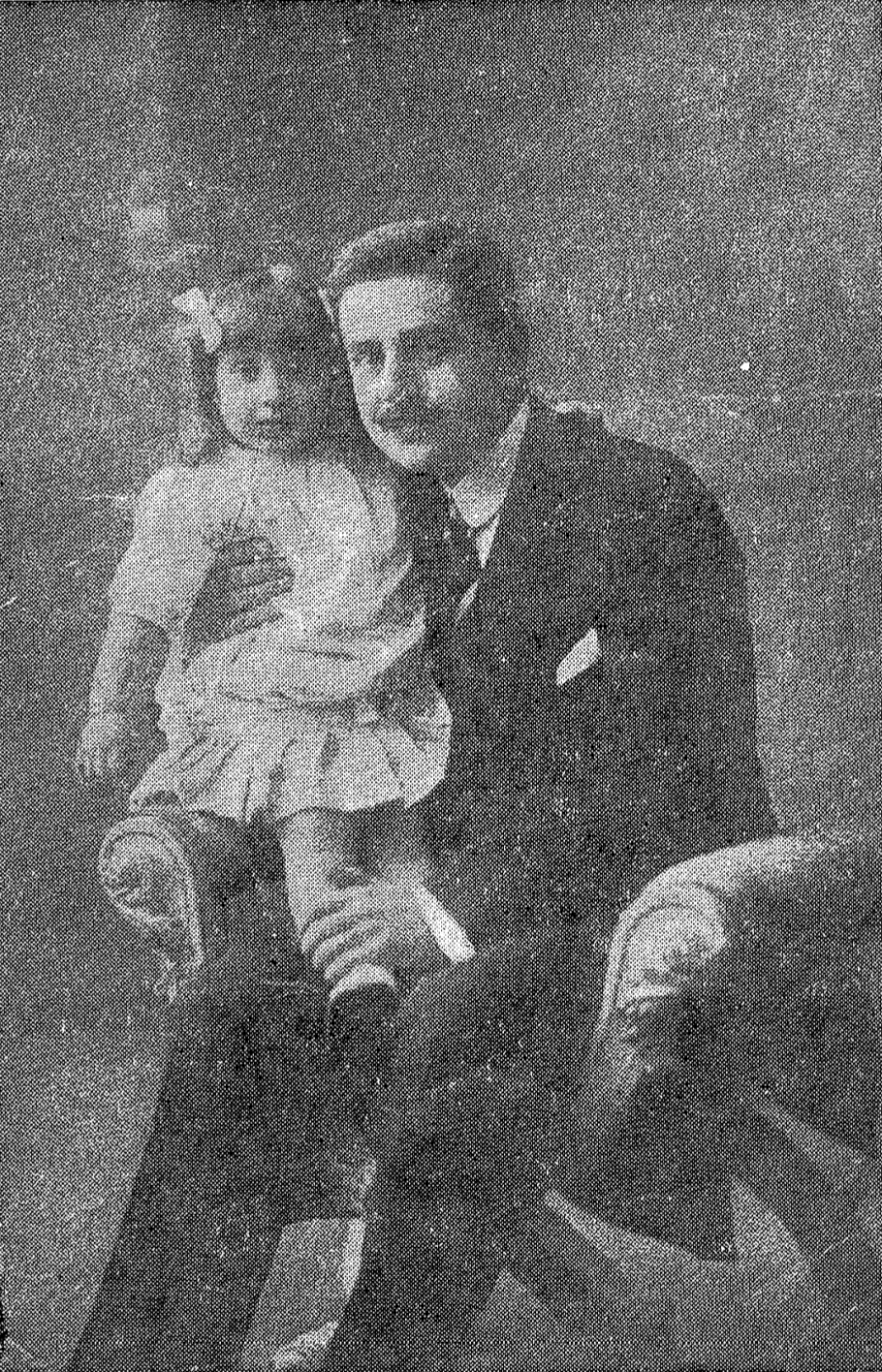
První manžel Fahir Bey s dcerou Samiye
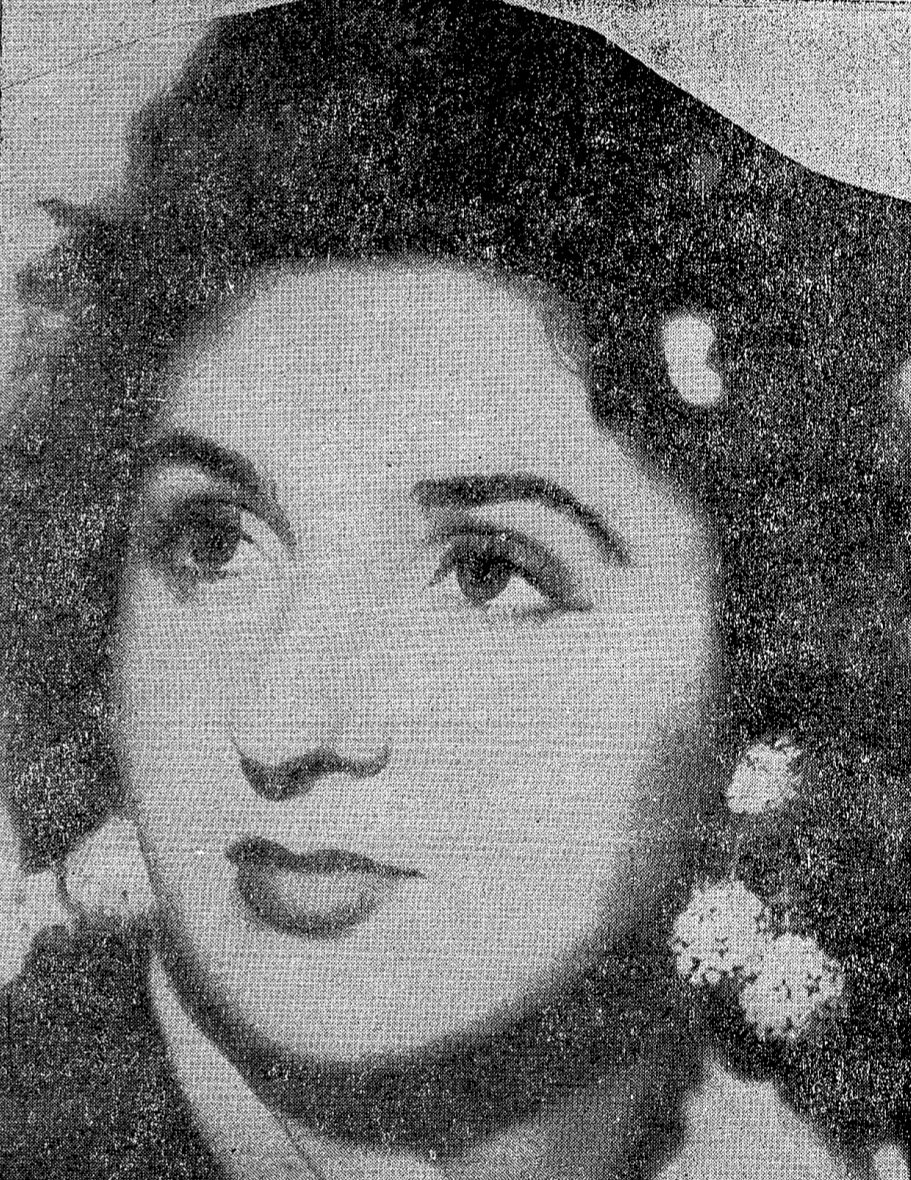
Samiye Hanimsultan, dcera Şadiye
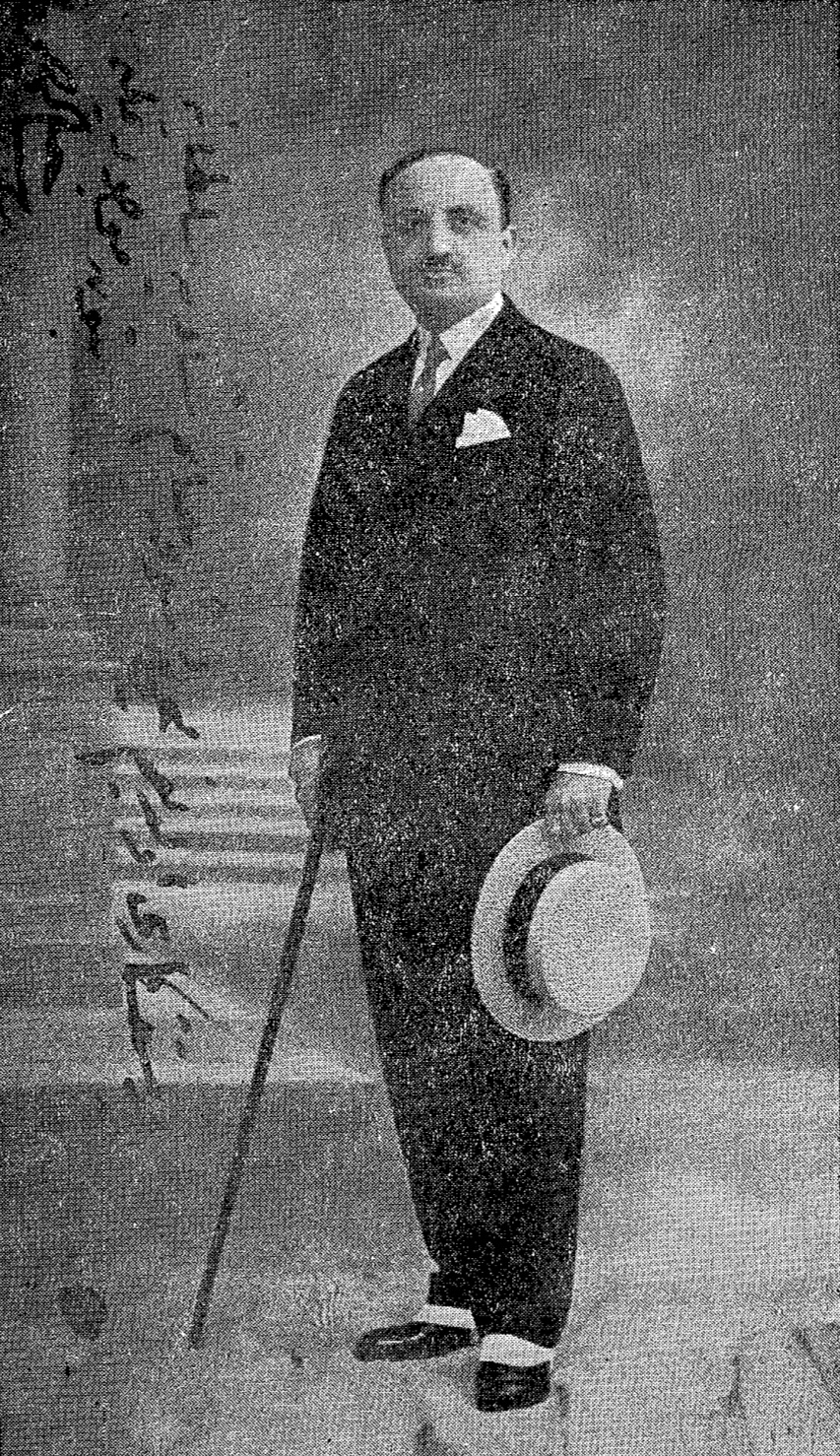
Reşad Halis Bey, druhý manžel Şadiye